# Pierangelo Manzaroli
Pierangelo Manzaroli (Rimini, 25 marzo 1969) è un allenatore di calcio ed ex calciatore sammarinese, di ruolo centrocampista.

## Carriera

### Club
Nella sua carriera ha vestito le maglie di Cosmos, Cailungo e Calcio San Marino e Pennarossa. Con la maglia della sua nazionale ha collezionato ben 38 presenze tra il 1991 ed il 2001.

### Allenatore
Da allenatore-giocatore ha guidato il Pennarossa alla storica conquista del Campionato sammarinese e del Trofeo Federale, dopo aver perso ben due finali (in campionato e Coppa Titano) contro il Domagnano.
Alla guida della Libertas invece è riuscito a conseguire il primo storico risultato utile in ambito europeo, pareggiando a Serravalle con gli irlandesi del Drogheda United il 19 luglio 2007 in un incontro valevole per i preliminari di Coppa UEFA 2007-2008.
Dal 2007 è commissario tecnico Nazionale B e nel 2008 la formazione sammarinese da lui guidata è entrata nella storia del calcio sammarinese superando il primo turno di qualificazione della Uefa Regions Cup nel girone disputato allo Stadio Olimpico di Serravalle.
Un risultato ottenuto grazie alla vittoria 1-0 sull'Ungheria e al pareggio 1-1 con la Macedonia.
Nel 2009 guida la nazionale sammarinese under 15 al torneo olimpico di Nyon dove, dopo la sconfitta nella partita inaugurale contro la Macedonia, ottiene un altro importante successo contro il Lichtenstein.
Dal 2010 è il C.T. dell'Under-21 sammarinese, con cui ha ottenuto una serie di buoni risultati nel girone di qualificazioni agli Europei 2013. Dopo aver sfiorato il pareggio contro Cipro (2-1 per i ciprioti con gol della vittoria a tempo scaduto), a giugno 2012 centra, con i biancazzurrini, il primo storico pareggio in Europa, imponendo lo 0-0 alla Grecia, squadra in lotta per la qualificazione.
A luglio ottiene l'abilitazione ad allenatore di seconda categoria – UEFA dopo aver superato l'esame a Coverciano. Contemporaneamente continua a svolgere l'attività di allenatore presso il settore giovanile selezionato della Federazione Sammarinese Giuoco Calcio.
A giugno 2013 inizia un nuovo biennio alla guida della Nazionale Under-21. Dopo aver sfiorato il pareggio all'esordio in Lituania (2-1 il risultato finale con gol del sorpasso a 7 minuti dal termine), il 6 settembre i biancazzurri colgono uno storico successo, imponendosi 1-0 sul Galles grazie ad una rete di Juri Biordi.
Il 15 febbraio 2014 la FSGC lo sceglie per sostituire Giampaolo Mazza sulla panchina della 
nazionale maggiore. Il suo posto alla guida della nazionale under 21 viene preso da Mirco Papini.
Nella stagione 2013-2014, alla guida degli Allievi Nazionali del San Marino, accede per la prima volta alle finali nazionali del Campionato Allievi Professionisti Prima e Seconda Divisione. Ai sedicesimi i biancazzurri incontrano il Messina e, nonostante due pareggi (2-2 in casa, 1-1 in trasferta), non riescono ad accedere agli ottavi di finale.
Esordisce sulla panchina della Nazionale sammarinese l'8 giugno 2014, nell'amichevole persa 3-0 contro l'Albania.. Dopo aver affrontato, nel cammino di qualificazione agli Europei 2016, Lituania, Inghilterra e Svizzera, il 15 novembre 2014, nel quarto incontro ufficiale, la Nazionale da lui guidata conquista uno storico pareggio contro l'Estonia (0-0), mettendo a segno il primo punto sammarinese nelle qualificazioni europee (in precedenza la Nazionale di San Marino aveva ottenuto due pareggi nelle qualificazioni ai Mondiali: 0-0 contro la Turchia a Serravalle, il 28 marzo 1993, e 1-1 in Lettonia, il 25 aprile 2001). L'8 settembre 2015, in Lituania, i biancazzurri vengono sconfitti di misura in pieno recupero, vanificando il pareggio riacciuffato da Matteo Vitaioli a inizio ripresa con una gran punizione (2-1).
Nel biennio successivo, quello di qualificazione ai Mondiali FIFA 2018, la Nazionale sammarinese, inserita in un girone di ferro che vede al via anche la Germania campione del mondo in carica, va incontro a sconfitte anche pesanti, ma si toglie la soddisfazione di segnare due reti: quella in Norvegia, firmata da Mattia Stefanelli, e quella in Azerbaijan, realizzata da Mirko Palazzi.
Accanto all'impegno di commissario tecnico della Nazionale, la Uefa lo nomina Tecnical Observer in occasione dell'Uefa Under 16 Development Tournament disputato a San Marino nel maggio 2016.
Nel giugno 2014 è tra i promotori dell'Associazione Sammarinese Allenatori Calcio, divenuta operativa nel settembre dello stesso anno in seguito all'approvazione dello statuto da parte del consiglio federale della FSGC.
Il 17 novembre 2017 viene sollevato dall'incarico di ct della nazionale sammarinese dopo oltre tre anni.
Nell’estate 2019 viene nominato responsabile tecnico e organizzativo della società Polisportiva Riccione dando vita al progetto calcistico giovanile “Football’s Future” improntato su una innovativa modalità di insegnamento e su uno staff tecnico altamente qualificato. In due stagioni la nuova realtà cresce notevolmente nei numeri e si consolida, anche grazie all’importante collaborazione stretta con l’Atalanta, una delle migliori società professionistiche italiane in ambito giovanile.

## Statistiche

### Statistiche da allenatore

#### Nazionale
Statistiche aggiornate al 4 giugno 2018.
| Squadra         | Naz                   | dal              | al               | Record | Record | Record | Record | Record | Record | Record | Record     |
| Squadra         | Naz                   | dal              | al               | G      | V      | N      | P      | GF     | GS     | DR     | % Vittorie |
| --------------- | --------------------- | ---------------- | ---------------- | ------ | ------ | ------ | ------ | ------ | ------ | ------ | ---------- |
| San Marino U-21 | San Marino (bandiera) | 1º agosto 2010   | 14 febbraio 2014 | 16     | 1      | 1      | 14     | 3      | 53     | −50    | &6,25      |
| San Marino      | San Marino (bandiera) | 15 febbraio 2014 | 17 novembre 2017 | 25     | 0      | 1      | 24     | 3      | 105    | −102   | &0,00      |
| Totale          | Totale                | Totale           | Totale           | 41     | 1      | 2      | 38     | 6      | 158    | −152   | 2,44       |

#### Nazionale nel dettaglio
Statistiche aggiornate al 4 giugno 2018.
| 2014              | San Marino        | Qual. Euro 2016     | 6º nel Gruppo E, non qualificato | 4  | 0 | 1 | 3  | &0,00 | 0 | 11  | -11  |
| 2015              | San Marino        | Qual. Euro 2016     | 6º nel Gruppo E, non qualificato | 6  | 0 | 0 | 6  | &0,00 | 1 | 25  | -24  |
| 2016              | San Marino        | Qual. Mondiale 2018 | 6º nel Gruppo C, non qualificato | 4  | 0 | 0 | 4  | &0,00 | 1 | 17  | -16  |
| 2017              | San Marino        | Qual. Mondiale 2018 | 6º nel Gruppo C, non qualificato | 6  | 0 | 0 | 6  | &0,00 | 1 | 34  | -33  |
| Dal 2014 al 2017  | San Marino        | Amichevoli          |                                  | 5  | 0 | 0 | 5  | &0,00 | 0 | 18  | -18  |
| Totale San Marino | Totale San Marino | Totale San Marino   | Totale San Marino                | 25 | 0 | 1 | 24 | 0,00  | 3 | 105 | -102 |

#### Panchine da commissario tecnico della nazionale sammarinese
| Cronologia completa delle presenze e delle reti in nazionale ― San Marino | Cronologia completa delle presenze e delle reti in nazionale ― San Marino | Cronologia completa delle presenze e delle reti in nazionale ― San Marino | Cronologia completa delle presenze e delle reti in nazionale ― San Marino | Cronologia completa delle presenze e delle reti in nazionale ― San Marino | Cronologia completa delle presenze e delle reti in nazionale ― San Marino | Cronologia completa delle presenze e delle reti in nazionale ― San Marino | Cronologia completa delle presenze e delle reti in nazionale ― San Marino |
| Data                                                                      | Città                                                                     | In casa                                                                   | Risultato                                                                 | Ospiti                                                                    | Competizione                                                              | Reti                                                                      | Note                                                                      |
| ------------------------------------------------------------------------- | ------------------------------------------------------------------------- | ------------------------------------------------------------------------- | ------------------------------------------------------------------------- | ------------------------------------------------------------------------- | ------------------------------------------------------------------------- | ------------------------------------------------------------------------- | ------------------------------------------------------------------------- |
| 8-6-2014                                                                  | Serravalle                                                                | San Marino                                                                | 0 – 3                                                                     | Albania                                                                   | Amichevole                                                                | -                                                                         |                                                                           |
| 8-9-2014                                                                  | Serravalle                                                                | San Marino                                                                | 0 – 2                                                                     | Lituania                                                                  | Qual. Euro 2016                                                           | -                                                                         |                                                                           |
| 9-10-2014                                                                 | Londra                                                                    | Inghilterra                                                               | 5 – 0                                                                     | San Marino                                                                | Qual. Euro 2016                                                           | -                                                                         |                                                                           |
| 14-10-2014                                                                | Serravalle                                                                | San Marino                                                                | 0 – 4                                                                     | Svizzera                                                                  | Qual. Euro 2016                                                           | -                                                                         |                                                                           |
| 15-11-2014                                                                | Serravalle                                                                | San Marino                                                                | 0 – 0                                                                     | Estonia                                                                   | Qual. Euro 2016                                                           | -                                                                         |                                                                           |
| 27-3-2015                                                                 | Lubiana                                                                   | Slovenia                                                                  | 6 – 0                                                                     | San Marino                                                                | Qual. Euro 2016                                                           | -                                                                         |                                                                           |
| 31-3-2015                                                                 | Eschen                                                                    | Liechtenstein                                                             | 1 – 0                                                                     | San Marino                                                                | Amichevole                                                                | -                                                                         |                                                                           |
| 14-6-2015                                                                 | Tallinn                                                                   | Estonia                                                                   | 2 – 0                                                                     | San Marino                                                                | Qual. Euro 2016                                                           | -                                                                         |                                                                           |
| 5-9-2015                                                                  | Serravalle                                                                | San Marino                                                                | 0 – 6                                                                     | Inghilterra                                                               | Qual. Euro 2016                                                           | -                                                                         |                                                                           |
| 8-9-2015                                                                  | Vilnius                                                                   | Lituania                                                                  | 2 – 1                                                                     | San Marino                                                                | Qual. Euro 2016                                                           | Matteo Vitaioli                                                           |                                                                           |
| 9-10-2015                                                                 | San Gallo                                                                 | Svizzera                                                                  | 7 – 0                                                                     | San Marino                                                                | Qual. Euro 2016                                                           | -                                                                         |                                                                           |
| 12-10-2015                                                                | Serravalle                                                                | San Marino                                                                | 0 – 2                                                                     | Slovenia                                                                  | Qual. Euro 2016                                                           | -                                                                         |                                                                           |
| 4-6-2016                                                                  | Fiume                                                                     | Croazia                                                                   | 10 – 0                                                                    | San Marino                                                                | Amichevole                                                                | -                                                                         |                                                                           |
| 4-9-2016                                                                  | Serravalle                                                                | San Marino                                                                | 0 – 1                                                                     | Azerbaigian                                                               | Qual. Mondiali 2018                                                       | -                                                                         |                                                                           |
| 8-10-2016                                                                 | Belfast                                                                   | Irlanda del Nord                                                          | 4 – 0                                                                     | San Marino                                                                | Qual. Mondiali 2018                                                       | -                                                                         |                                                                           |
| 11-10-2016                                                                | Oslo                                                                      | Norvegia                                                                  | 4 – 1                                                                     | San Marino                                                                | Qual. Mondiali 2018                                                       | Mattia Stefanelli                                                         |                                                                           |
| 11-11-2016                                                                | Serravalle                                                                | San Marino                                                                | 0 – 8                                                                     | Germania                                                                  | Qual. Mondiali 2018                                                       | -                                                                         |                                                                           |
| 22-2-2017                                                                 | Serravalle                                                                | San Marino                                                                | 0 – 2                                                                     | Andorra                                                                   | Amichevole                                                                | -                                                                         |                                                                           |
| 19-3-2017                                                                 | Serravalle                                                                | San Marino                                                                | 0 – 2                                                                     | Moldavia                                                                  | Amichevole                                                                | -                                                                         |                                                                           |
| 26-3-2017                                                                 | Serravalle                                                                | San Marino                                                                | 0 – 6                                                                     | Rep. Ceca                                                                 | Qual. Mondiali 2018                                                       | -                                                                         |                                                                           |
| 10-6-2017                                                                 | Norimberga                                                                | Germania                                                                  | 7 – 0                                                                     | San Marino                                                                | Qual. Mondiali 2018                                                       | -                                                                         |                                                                           |
| 1-9-2017                                                                  | Serravalle                                                                | San Marino                                                                | 0 – 3                                                                     | Irlanda del Nord                                                          | Qual. Mondiali 2018                                                       | -                                                                         |                                                                           |
| 4-9-2017                                                                  | Baku                                                                      | Azerbaigian                                                               | 5 – 1                                                                     | San Marino                                                                | Qual. Mondiali 2018                                                       | Mirko Palazzi                                                             |                                                                           |
| 5-10-2017                                                                 | Serravalle                                                                | San Marino                                                                | 0 – 8                                                                     | Norvegia                                                                  | Qual. Mondiali 2018                                                       | -                                                                         |                                                                           |
| 8-10-2017                                                                 | Plzeň                                                                     | Rep. Ceca                                                                 | 5 – 0                                                                     | San Marino                                                                | Qual. Mondiali 2018                                                       | -                                                                         |                                                                           |
| Totale                                                                    |                                                                           | Presenze                                                                  | 25                                                                        |                                                                           | Reti                                                                      | 3                                                                         |                                                                           |

## Palmarès

### Giocatore

#### Club

##### Competizioni nazionali
- Campionato sammarinese: 2

Cosmos: 2000-2001
Pennarossa: 2003-2004
- Coppa Titano: 2

Pennarossa: 2004, 2005
- Trofeo Federale: 3

Cosmos: 1999
Cailungo: 2002
Pennarossa: 2003